# Stadsvaktens byggnad, Osijek
Stadsvaktens byggnad (kroatiska: Zgrada Glavne straže) är en byggnad i Osijek i Kroatien. Byggnaden är belägen i Tvrđa och tjänade tidigare som stadsvaktens hus. Den uppfördes 1728-1729 i barockstil och renoverades senast 2006. Idag hyser den Osijeks arkeologiska museum.

## Beskrivning
Byggnaden ligger i det sydvästra hörnet av Heliga treenighetens torg och har två våningar. Dess framsida har en arkad och byggnaden inkluderar även ett klocktorn som har en balkong från vilken det går att se hela Tvrđa. 

### Fotnoter
1. ↑  Ing-grad.hr Arkiverad 23 november 2015 hämtat från the Wayback Machine. (kroatiska)
2. ↑  Osijeks turistförening Arkiverad 6 oktober 2014 hämtat från the Wayback Machine. (kroatiska)